# Championnat de Bonaire de football
Le championnat de football de Bonaire, est la principale compétition footballistique, créée en 1960. À partir de 1972, le championnat local sert de qualification pour la Kopa Antiano, le championnat des Antilles néerlandaises. Depuis 2010 et la dissolution des Antilles néerlandaises, le championnat de Bonaire est devenu un championnat à part entière. Le champion de Bonaire peut, s'il répond aux critères de la CFU, participer à la CFU Club Championship.

## Palmarès

### Championnat indépendant
- 1960-1961 : SV Deportivo
- 1961-1962 : SV Estrellas
- 1962-1963 : SV Estrellas
- 1963-1964 : SV Estrellas
- 1964-1965 : Pas de championnat
- 1965-1966 : SV Estrellas
- 1966-1967 : Pas de championnat
- 1967-1968 : SV Vitesse
- 1968-1969 : SV Vitesse
- 1969-1970 : SV Vitesse
- 1970-1971 : SV Vitesse

### Championnat qualificatif pour laKopa Antiano
- 1972 : Real Rincon
- 1973 : Real Rincon
- 1974-1975 : SV Estrellas
- 1976 : SV Juventus
- 1976-1977 : SV Juventus
- 1977-1978 : SV Estrellas
- 1979 : Real Rincon
- 1980-1981 : SV Vitesse
- 1982 : Pas de championnat
- 1983 : SV Uruguay
- 1984 : SV Juventus
- 1984-1985 : SV Juventus
- 1986 : Real Rincon
- 1987 : SV Juventus
- 1988 : SV Estrellas
- 1989 : SV Juventus
- 1990-1991 : SV Vitesse
- 1992 : SV Juventus
- 1993 : SV Vitesse
- 1994 : SV Juventus
- 1995 : SV Vespo
- 1996 : Real Rincon
- 1997 : Real Rincon
- 1998-1999 : SV Estrellas
- 1999-2000 : SV Estrellas
- 2000-2001 : SV Estrellas
- 2001-2002 : SV Estrellas
- 2002-2003 : Real Rincon
- 2003-2004 : Real Rincon
- 2004-2005 : SV Juventus
- 2005-2006 : Real Rincon (championnat non officiel)
- 2007 : SV Vespo
- 2007-2008 : SV Juventus
- 2009 : SV Juventus
- 2009-2010 : SV Juventus

### Depuis la dissolution des Antilles néerlandaises
- 2011 : Pas de championnat
- 2012 : SV Juventus
- 2013 : SV Juventus
- 2014 : Real Rincon
- 2015-2016 : SV Atlétiko Flamengo
- 2016-2017 : Real Rincon
- 2017-2018 : Real Rincon
- 2018-2019 : Real Rincon
- 2019-2020 : Championnat abandonné
- 2021 : Real Rincon
- 2022 : Real Rincon
- 2023-2024 : Real Rincon

## Bilan par club
| Clubs                           | Titres | Années                                                                                   |
| ------------------------------- | ------ | ---------------------------------------------------------------------------------------- |
| Real Rincon (Rincon)            | 15     | 1972, 1973, 1979, 1986, 1996, 1997, 2003, 2004, 2014, 2017, 2018, 2019, 2021, 2022, 2024 |
| SV Juventus (Kralendijk)        | 14     | 1976, 1977, 1984, 1985, 1987, 1989, 1992, 1994, 2005, 2008, 2009, 2010, 2012, 2013       |
| SV Estrellas (Kralendijk)       | 11     | 1962, 1963, 1964, 1966, 1975, 1978, 1988, 1999, 2000, 2001, 2002                         |
| SV Vitesse (Kralendijk)         | 7      | 1968, 1969, 1970, 1971, 1981, 1991, 1993                                                 |
| SV Vespo (Rincon)               | 2      | 1995, 2007                                                                               |
| SV Atlétiko Flamengo (Nikiboko) | 1      | 2016                                                                                     |
| SV Deportivo (Kralendijk)       | 1      | 1961                                                                                     |
| SV Uruguay (Kralendijk)         | 1      | 1983                                                                                     |

 Une étoile pour 10 titres